# Sacy-le-Grand
Sacy-le-Grand è un comune francese di 1 391 abitanti situato nel dipartimento dell'Oise della regione dell'Alta Francia.

## Società

### Evoluzione demografica
Abitanti censiti